# جي. سميث يونغ
جي. سميث يونغ هو محامي وقاضي وسياسي أمريكي، ولد في 4 نوفمبر 1834 في رالي في الولايات المتحدة، وتوفي في 11 أكتوبر 1916 في شريفبورت في الولايات المتحدة. نشط حزبياً في الحزب الديمقراطي. وقد انتخب عضو مجلس نواب لويزيانا ‏ وانتخب عضو مجلس النواب الأمريكي ‏.